# Tracy Barnes
Tracy Barnes (ur. 26 kwietnia 1982 w Durango) – amerykańska biathlonistka.
Uczestniczka Zimowych Igrzysk Olimpijskich 2006.
Jej siostra bliźniaczka Lanny również była biathlonistką, trzykrotną olimpijką.

## Wyniki

### Igrzyska Olimpijskie
| Miejsce | Rok  | Miejscowość | Konkurencja                | Strzelanie | Czas biegu | Strata  | Zwycięzca               |
| ------- | ---- | ----------- | -------------------------- | ---------- | ---------- | ------- | ----------------------- |
| 71.     | 2006 | Turyn       | sprint na 7,5 km           | 2          | 26:47.9    | +4:16.5 | Florence Baverel-Robert |
| 57.     | 2006 | Turyn       | bieg indywidualny na 15 km | 1          | 57:58.0    | +8:33.9 | Swietłana Iszmuratowa   |
| 15.     | 2006 | Turyn       | sztafeta                   | 0+2        | 1:25:20.30 | +9:07.8 | Rosja                   |

### Mistrzostwa Świata
| Miejsce | Rok  | Miejscowość     | Konkurencja                | Strzelanie | Czas biegu | Strata  | Zwycięzca        |
| ------- | ---- | --------------- | -------------------------- | ---------- | ---------- | ------- | ---------------- |
| 50.     | 2003 | Chanty-Mansyjsk | sprint na 7,5 km           | 0          | 27:01.7    | +3:15.4 | Sylvie Becaert   |
| 54.     | 2003 | Chanty-Mansyjsk | bieg pościgowy na 10 km    | 5          | 44:37.3    | +9:21.7 | Sandrine Bailly  |
| DNF     | 2003 | Chanty-Mansyjsk | sztafeta                   | -          | DNF        | -       | Rosja            |
| 41.     | 2007 | Rasen-Antholz   | sprint na 7,5 km           | 1          | 25:07.6    | +2:20.7 | Magdalena Neuner |
| 50.     | 2007 | Rasen-Antholz   | bieg indywidualny na 15 km | 3          | 53:22.5    | +6:58.2 | Linda Grubben    |
| 38.     | 2007 | Rasen-Antholz   | bieg pościgowy na 10 km    | 3          | 37:40.0    | +4:38.4 | Magdalena Neuner |
| DNS     | 2007 | Rasen-Antholz   | sztafeta                   | -          | DNS        | -       | Szwecja          |
| 88.     | 2008 | Östersund       | sprint na 7,5 km           | 4          | 24:39.6    | +4:56.5 | Andrea Henkel    |
| 18.     | 2008 | Östersund       | sztafeta                   | 0+2        | 1:17:59.36 | +7:46.7 | Niemcy           |
| 56.     | 2009 | Pjongczang      | sprint na 7,5 km           | 1          | 24:34.1    | +3:23.0 | Kati Wilhelm     |
| 59.     | 2009 | Pjongczang      | bieg indywidualny na 15 km | 2          | 51:13.1    | +7:10.0 | Kati Wilhelm     |
| 55.     | 2009 | Pjongczang      | bieg pościgowy na 10 km    | 5          | 40:57.5    | +6:45.2 | Helena Ekholm    |
| 10.     | 2009 | Pjongczang      | sztafeta                   | 0+0        | 1:18:42.46 | +5:29.5 | Rosja            |

### Puchar Świata
| Sezon     | Miejsce |
| --------- | ------- |
| 2004/2005 | 71.     |